# Río Lobo
Río Lobo es un western estadounidense dirigido y producido por Howard Hawks en 1970 (la última película dirigida por él), y con actuación John Wayne, Jorge Rivero y Jennifer O'Neill.
Esta película supuso la quinta colaboración a lo largo de veintidós años de John Wayne y del legendario director Howard Hawks, y cierra la trilogía de los ríos cinematográficos de la filmografía de Howard Hawks comenzada con Río Bravo (1959) y El Dorado (1966).

## Argumento
Este western clásico repleto de acción, comienza con el espectacular robo de un tren de la Unión por parte de guerrillas confederadas. En ese robo muere el teniente Ned Forsythe. El coronel Cord McNaly, que está a cargo del tren y que es amigo de Forsythe, consigue encarcelar a los jefes enemigos Cordona y Tuscarora, responsables del robo, pero los tres hombres acaban haciéndose amigos al terminar la guerra.
Tras esto, los tres empiezan a buscar a los traidores de la Unión, responsables de una serie de robos a trenes por parte de los confederados y también responsables del primer robo. Los traidores estaban vendiendo la información sobre los trenes a los confederados. Siguiendo su pista llegan a la ciudad de Río Lobo, donde se les une la joven Shasta Delaney. Esta descubre la trama de corrupción de la ciudad, lugar donde también se encuentran los traidores, que están metidos de lleno en la trama.

## Reparto
- John Wayne: Coronel Cord McNally
- Jorge Rivero: Capitán Pierre Cordona
- Jennifer O'Neill: Shasta Delaney
- Jack Elam: Phillips
- Christopher Mitchum: Sargento Tuscarora Phillips
- Victor French: Ketcham
- Susana Dosamantes: María Carmen
- Sherry Lansing: Amelita
- David Huddleston: Doctor Ivor Jones
- Mike Henry: Sheriff 'Blue Tom' Hendricks
- Bill Williams: Sheriff Pat Cronin
- Jim Davis: Comisario
- Dean Smith: Bide
- Robert Donner: Comisario
- George Plimpton: Pistolero
- Peter Jason:  Teniente Ned Forsythe

## Recepción
La película se estrenó en los Estados Unidos el 16 de diciembre de 1970 y en España el 11 de abril de 1971, constituyéndose en un éxito de taquilla. Según el diario  El País, este western clásico, siguiendo los esquemas y la brillantez de los otros "Ríos" de Hawks, recrea con humor y sentido del espectáculo una trama de venganzas y ambición por conseguir oro. Fue, según Alohacriticón, un buen western de Howard Hawks que supuso la despedida cinematográfica del estupendo director estadounidense.